# Grabe (Mühlhausen)
Grabe ist ein Ortsteil von Mühlhausen/Thüringen im Unstrut-Hainich-Kreis in Thüringen. Er besteht aus den Siedlungen Kleingrabe und Großgrabe.

## Geografie
Grabe liegt sieben Kilometer östlich von Mühlhausen. Das in der Nachbarschaft liegende Kloster Volkenroda ist von Grabe aus gut zu Fuß zu erreichen. Verkehrsmäßig ist der Ortsteil an die Landesstraße 249 angeschlossen. Die Gemarkung ist kupiert und liegt am Rande des Thüringer Beckens und der Unstrutniederung. Durch Grabe fließt der Fluss Notter.

## Geschichte

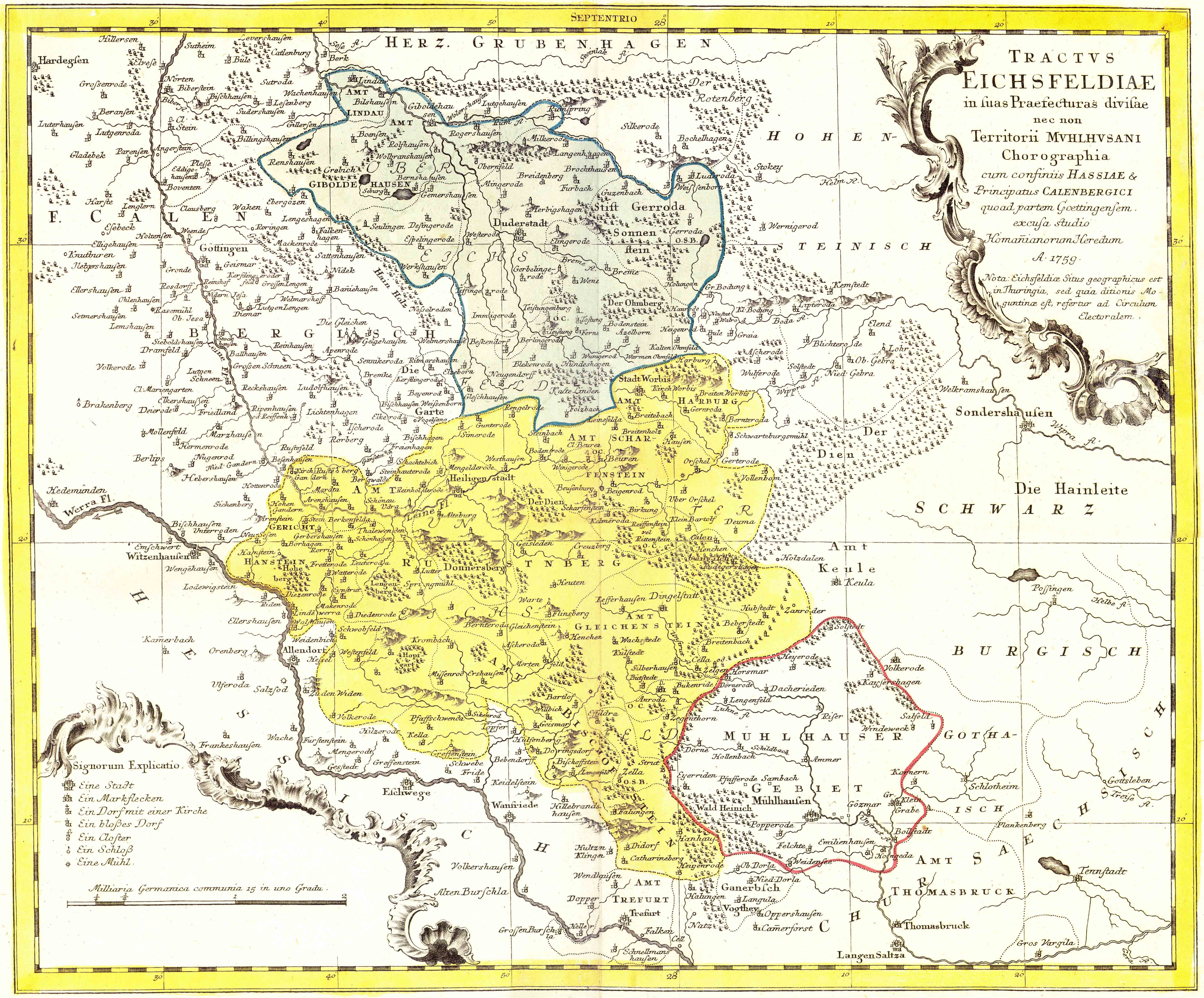
Das Eichsfeld und das Gebiet der Freien und Reichsstadt Mühlhausen mit Groß- und Kleingrabe um 1759
(Die Karte enthält einige Fehler: siehe Kartenbeschreibung auf Commons)

Am 17. Juli 997 wurden Groß- und Kleingrabe erstmals urkundlich erwähnt. Am 4. Juni 1300 verkaufte Landgraf Friedrich zu Thüringen das Dorf zusammen mit Bollstedt und Höngeda der Reichsstadt Mühlhausen. 1565 zählte man in Wester-Grabe (Großgrabe) 58 Mann und in Oster-Grabe (Kleingrabe) 42 Mann Bevölkerung.
1802 fielen Groß- und Kleingrabe zusammen mit Mühlhausen an das Königreich Preußen, von 1807 bis 1813 an das von Napoleon geschaffene Königreich Westphalen (Kanton Dachrieden) und wurden nach dem Wiener Kongress 1816 dem Landkreis Mühlhausen in der preußischen Provinz Sachsen zugeordnet. Die Gemeinden Großgrabe und Kleingrabe wurden 1965 zur Gemeinde Grabe zusammengeschlossen.
Der von jeher landwirtschaftlich geprägte Ort fand nach 1990 neue Eigentumsformen zur Arbeit auf dem Lande. Mit dem Pferdesport wird die Verbindung zur Stadt weiter gefestigt.
Am 30. Juni 1994 wurde Grabe in die neue Gemeinde Weinbergen integriert. Zum 1. Januar 2019 erfolgte die Eingemeindung von Weinbergen nach Mühlhausen/Thüringen.

## Sehenswürdigkeiten
- Kirche St. Georg Großgrabe
- Kirchruine St. Albanus Kleingrabe
- Furthmühle

## Verkehr
Der Bahnhof Grabe lag an der Bahnstrecke Ebeleben–Mühlhausen. Der Güterverkehr wurde Ende 1994 und der Personenverkehr zum 31. Mai 1997 eingestellt. Seit 15. August 1998 ist die Strecke stillgelegt.

## Persönlichkeiten
- Eberhard Heiland, Maler, * 1938 in Grabe, † 2005 in Weimar
- Christina Baum, rechtsextreme Politikerin, * 1956 in Kleingrabe